# Теприкийская епархия
Теприкийская (Диврикская) епархия Киликийского патриархата Армянской Апостольской церкви (арм. Հայ Առաքելական եկեղեցու Կիլիկիայի պատրիարքության Թեփրիքի թեմ) — упразднённая после Геноцида армян 1915 года епископская епархия Армянской Апостольской церкви, бывшая в составе Киликийского патриархата с центром в населённом пункте Теприк (Диврик).
В юрисдикцию Теприкской епархии входила территория Диврикской казы Османской империи. По данным на 1911 год количество верующих Армянской Апостольской церкви — 11.000, общин — 14, также верующих армян-протестантов — 300.
Епархия имела 19 церквей.